# High and Mighty
High and Mighty (дословно с англ. — «Высокий и могучий», идиома, означающая «важный, зазнавшийся») — девятый студийный альбом британской рок-группы «Uriah Heep», выпущенный 18 мая 1976 года фирмой Bronze Records в Великобритании и Warner Bros. Records в США. "High and Mighty" стал последним альбомом "Uriah Heep" с участием вокалиста и сооснователя группы Дэвида Байрона, который в конце июня 1976 года был уволен из-за своих проблем с алкоголем (он умер в 1985 году) и басиста Джона Уэттона.
Это также первый альбом, спродюсированный "Uriah Heep" самостоятельно, без их менеджера-продюсера Джерри Брона.
Джон Уэттон и Кен Хенсли разделили вокальные партии на сингле «One Way or Another».
В отличие от большинства предыдущих альбомов "Uriah Heep", "High and Mighty" выпускался только в одинарном конверте с довольно простым оформлением. На внутреннем конверте — фотографии и тексты.
Альбом был ремастирован и переиздан компанией "Castle Communications" в 1997 году с двумя бонус-треками, а также в 2004 году в расширенном подарочном издании.

## Критика
Критиками в основном альбом был принят плохо, так как стилистически он отклонился от их более раннего прогрессивного жанра в сторону поп- и хард-рок мейнстрима, и ему не хватало фирменных длинных композиций группы и фантастической тематики.
«Некоторые песни обнаруживают, что группа флиртует с поп-элементами таким образом, что это не дополняет их жесткий рок-стиль», — сказал Дональд А. Гуариско в своем ретроспективном обзоре на "AllMusic". Он добавил, что "High and Mighty" «показывает вспышки старой огневой мощи группы, но в конечном счёте тонет в сочетании несфокусированных экспериментов и неравномерного написания песен». Мартин Попофф назвал альбом «женоподобным, нелогичным, раздутым, хватающимся за соломинку», назвав только песню «One Way or Another» «многообещающей», а остальное — растратой «мерцающих талантов группы». В то же время имелись и положительные оценки альбома. Альбом был очень популярен в своё время в СССР.

## Список композиций
Все композиции, кроме отмеченных, написаны Кеном Хенсли.

### Сторона 1
1. «One Way or Another» — 4:37
2. «Weep in Silence» (Хенсли, Джон Уэттон) — 5:09
3. «Misty Eyes» — 4:15
4. «Midnight» — 5:40

### Сторона 2
1. «Can’t Keep a Good Band Down» — 3:40
2. «Woman of the World» — 3:10
3. «Footprints in the Snow» (Хенсли, Уэттон) — 3:56
4. «Can’t Stop Singing» — 3:15
5. «Make a Little Love» — 3:24
6. «Confession» — 2:14

## Участники записи
Uriah Heep
- Дэвид Байрон — ведущий вокал (кроме «One Way or Another»)
- Мик Бокс — соло-гитара, акустическая гитара, 12-струнная гитара
- Кен Хенсли — орган, пианино, синтезатор Муг, колокола, электрическое пианино, ритм-гитара, слайд-гитара, акустическая гитара, электрическая 12-струнная гитара, педальная слайд-гитара, ведущий вокал в «One Way or Another» (в припеве), бэк-вокал
- Джон Уэттон — бас-гитара, меллотрон, ведущий вокал в «One Way or Another», бэк-вокал
- Ли Керслейк — ударные, перкуссия, бэк-вокал

Производство
- Эшли Хоу — звукоинженер
- Питер Галлен — звукоинженер на треках 1 и 7
- Джон Галлен — ассистент звукоинженера
- Алан Корбет — мастеринг в студии RCA, Лондон
- Майк Браун и Роберт Корич — ремастеринг (издания 1997 и 2004 годов)

## Чарты
| Год  | Чарт                   | Высшая позиция |
| ---- | ---------------------- | -------------- |
| 1976 | Norwegian Albums Chart | 4              |
| 1976 | Dutch MegaCharts       | 14             |
| 1976 | Swedish Albums Chart   | 21             |
| 1976 | Finnish Albums Chart   | 27             |
| 1976 | German Albums Chart    | 48             |
| 1976 | UK Albums Chart        | 55             |
| 1976 | Billboard 200 (US)     | 161            |